# Beverley Goddard
Beverley Lanita »Bev« Goddard-Callender, angleška atletinja, * 28. avgust 1956, Barbados.
Nastopila je na olimpijskih igrah v letih 1976, 1980 in 1984, v letih 1980 in 1984 je osvojila bronasti medalji, leta 1980 tudi šesto mesto v teku na 200 m. Na svetovnih prvenstvih je osvojila srebrno medaljo v štafeti 4x100 m leta 1983, kot tudi na evropskih prvenstvih v letih 1978 in 1982, na igrah Skupnosti narodov pa dve zlati medalji v štafeti 4x100 m.